# Stachys ionica
Stachys ionica là một loài thực vật có hoa trong họ Hoa môi. Loài này được Halácsy miêu tả khoa học đầu tiên năm 1908.

## Hình ảnh

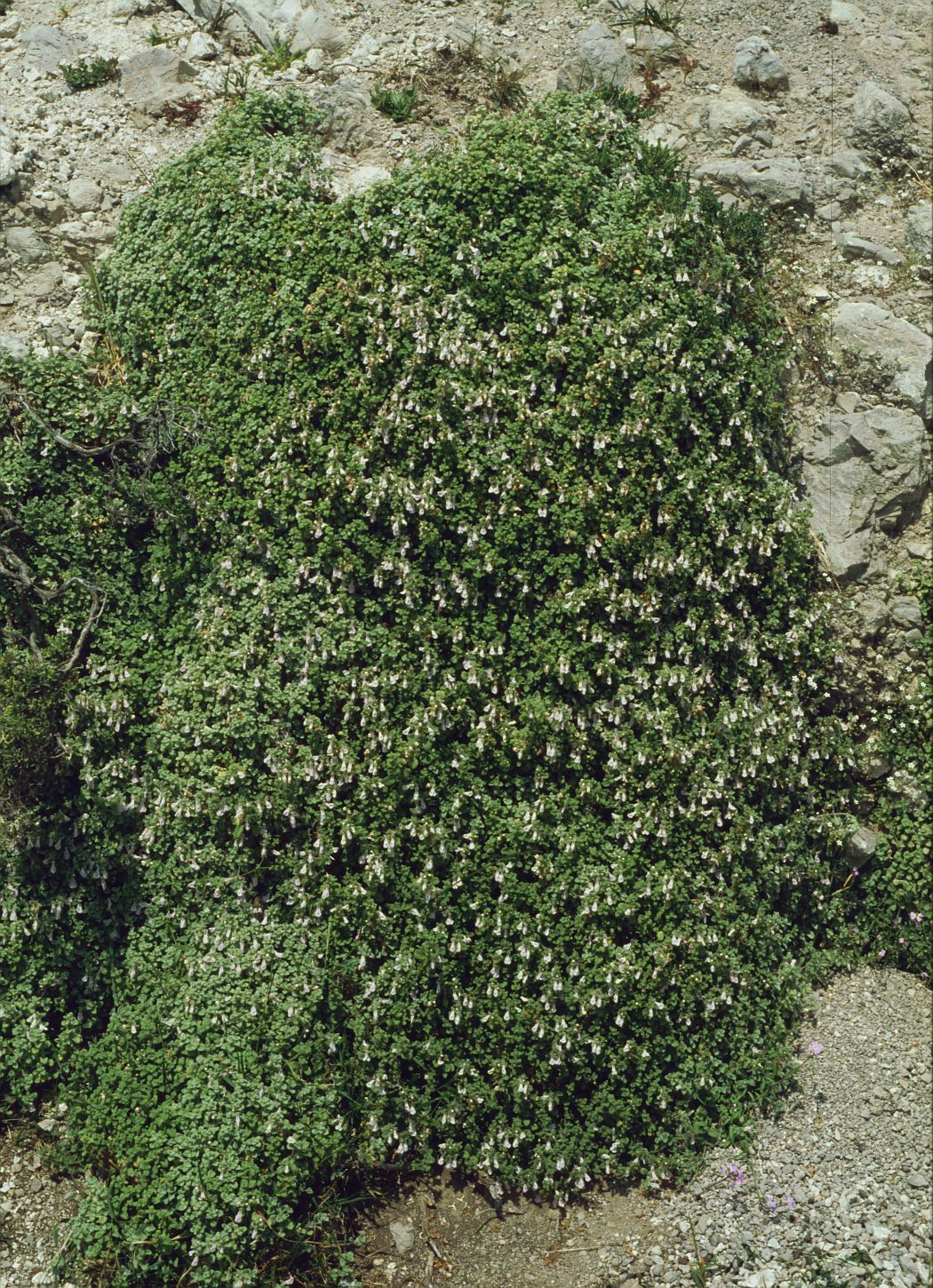